# Константин VI Слепой
Константин VI (греч. Κωνσταντῖνος Ϛ΄; 14 января 771 — 797 или 805) — византийский император с 780 по 797 годы. После кончины его отца Льва IV и до 790 года за малолетнего василевса правила мать Ирина. Ещё при жизни отца в 776 году Константин по настоянию толпы был коронован как соправитель Льва IV.

## Биография
Ирина, привыкшая за период регентства к самостоятельному управлению империей, не желала передавать власть повзрослевшему сыну Константину. Она продолжала обращаться с ним как с ребёнком, он жил отдельно от императорского двора и не привлекался к участию в вопросах управления. Константин был обручён с дочерью франкского короля Карла Великого, но в 788 году свадьба расстроилась, несмотря на то, что, по свидетельству Феофана, он испытывал к ней симпатию. Причины отмены свадьбы точно неизвестны. Тогда, согласно «Житию Филарета Милостивого», желая женить сына, Ирина организовала так называемый смотр невест, впервые введённый в практику византийского двора. По стране были разосланы доверенные чиновники с набором требований для идеальной невесты, куда входили такие параметры, как рост, длина стопы, размер головы и, конечно, отношение к иконам в семье. Из тринадцати кандидаток, представленных ко двору, была выбрана юная незнатная армянка, уроженка Пафлагонии Мария Амнийская, внучка святого Филарета Милостивого. Бракосочетание состоялось в ноябре 788 года.
В 789 году был устроен заговор против Ирины с целью передать всю власть Константину. По сообщению Феофана Константин «посоветовавшись с немногими приближёнными своими… решился схватить её, послать в изгнание в Сицилию и сам овладеть царством». О разговорах среди ближайшего окружения Константина донесли Ирине, и она в качестве предупреждения предприняла жестокие меры: были заключены в тюрьму, изгнаны, подвергнуты пытками заговорщики, сам Константин был подвергнут телесному наказанию и был посажен под арест у себя в комнате.
В 790 году Ирина попыталась отстранить своего сына от престола, заставив войска присягнуть в том, что, пока она жива, они не позволят ему царствовать. В армии между тем накопилось недовольство, скорее всего, связанное с неудачами в войне с арабами. Когда заставили присягать Армянский легион, вспыхнул бунт. Ирина уступила и, вынужденная отказаться от власти, поселилась в декабре 790 года на полном обеспечении в Элевферийском дворце Константинополя. Однако уже в январе 792 года, после ряда военных неудач в походах против болгар и арабов, Константин под влиянием сановников решил вернуть матери в 792 году титул императрицы и разрешил проживать в императорском дворце.

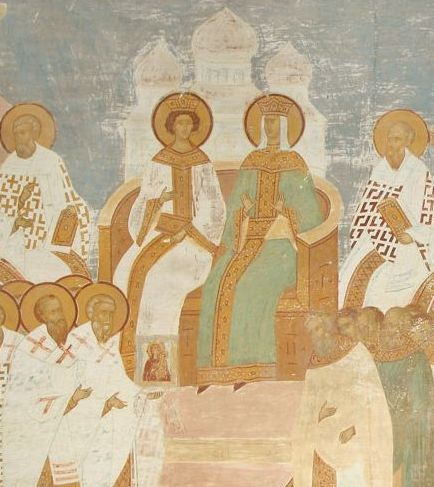
Императрица Ирина с сыном на Седьмом Вселенском соборе
(фрагмент фрески Дионисия, XV век)

В июле 792 года Константин во главе византийской армии был разгромлен болгарским ханом Кардамом во Фракии у крепости Маркели. В войске и народе заговорили о необходимости избрать императором Никифора, дядю Константина. В качестве упреждающей меры Константин в августе ослепил Никифора и приказал вырезать языки у братьев Никифора.
В 795 году Константин, не любивший свою супругу, заставил её принять монашество, а сам женился на Феодоте — одной из придворных дам, родственнице известного монаха-аскета Феодора Студита. Патриарх Тарасий тщетно противился заключению незаконного брака Константина и даже отказался его венчать (это совершил при вынужденном молчании патриарха некий пресвитер Иосиф). Событие вызвало волнения среди христиан; монахи назвали Константина «вторым Иродом». В ответ, по приказу Константина, некоторых монахов подвергли телесному наказанию, заключению или ссылке. Ирина же, восстановив своё положение, всё-таки желала прежней самодержавной власти, и в сложившейся ситуации выступала в защиту монахов, завоёвывая их расположение в церковной среде. В 796 году у Константина родился сын Лев и Ирина поспешила ускорить ход событий. Хотя младенец вскоре умер, заговор уже вполне созрел; 17 июня 797 года военачальники столичного гарнизона выступили против Константина, однако тому удалось бежать через залив, где к нему стали стекаться верные войска. Ирина обратилась к своим сторонникам в окружении императора с прямой угрозой их выдать, если они не предпримут решительных действий. Заговорщики схватили Константина ранним утром 15 августа и сразу же переправили через залив в Константинополь, где в Порфировой спальне Священного дворца, в которой император был рождён:

…в девятом часу страшно и безжалостно выкололи ему глаза по воле матери его и советников её, что он едва-едва не умер… Таким образом его мать сделалась единовластною.
— Хронография Феофана, год 6289 / 789 (797)
Свергнутый император Константин умер если не сразу во время переворота, то вскоре после него. С его смертью пресеклась Исаврийская династия. Его жену Феодоту отправили в монастырь, где она родила сына, внука Ирины.
Наследником Константина как Римского императора считал себя Карл Великий (коронованный в 800 году папой Львом III), но он понимал, что в Византии после смерти Ирины будет избран новый император, права которого на императорский титул будут признаны неоспоримыми на Востоке. И поэтому рассчитывал вступить с Ириной в брак, чтобы «соединить восточные и западные области», что не случилось, поскольку вскоре (в 802 году) Ирина была свергнута и отправлена в ссылку.